# 冷水河 (新州河)
冷水河，位于中国广西壮族自治区隆林各族自治县东部，是新州河右岸支流，发源于隆林县克长乡卡达地下河出口，西北流经县城新州镇的者隘村（原者隘乡）、冷水、大树脚等村，至新州镇铜楼桥下游入新州河。河长23.1公里，平均比降20.7‰，流域面积402平方千米。平均年径流量3.25亿立方米。下游冷水村附近有落差26米的冷水瀑布，是广西最大的瀑布。